# Campo de concentración de Orduña
El campo de concentración de Orduña fue un campo de concentración franquista que funcionó desde julio de 1937 hasta septiembre de 1939, durante la Guerra Civil Española . Aunque inicialmente reunió a los soldados del Ejército Vasco que habían sido hechos prisioneros, posteriormente también reunió a soldados de otros frentes españoles.

## Funcionamiento

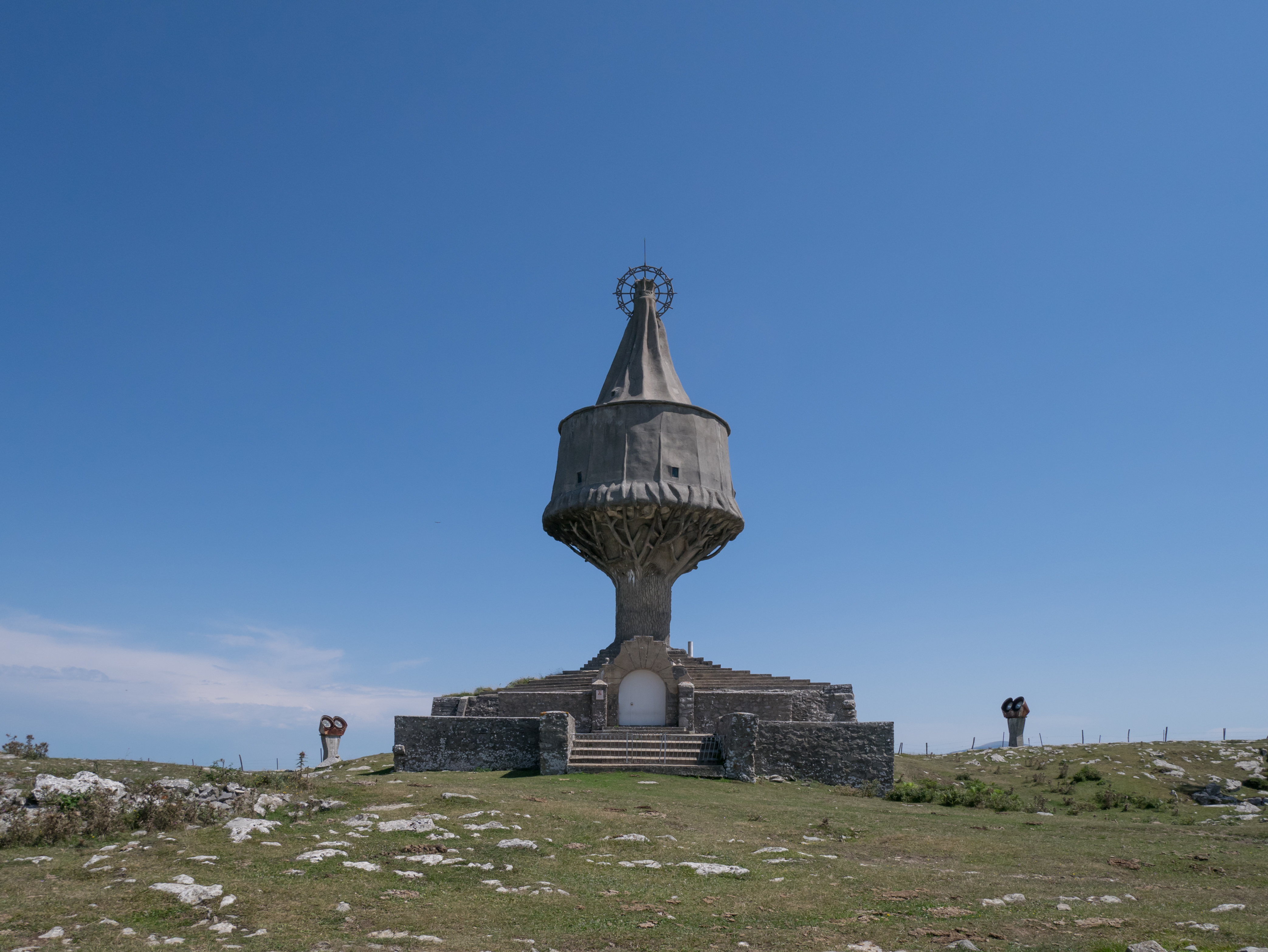
Monumento en honor a la Virgen de la Antigua, restaurado mediante el trabajo forzado de prisioneros.

Oficialmente, el campo tenía capacidad para albergar a 5.000 presos, pero según Joseba Egiguren llegó a los 50.000 presos. Según el Gobierno Vasco, utilizando datos oficiales, en este campo estuvieron 3.981 personas, de las cuales 2.035 eran extremeñas. Se alojó en pleno centro de la ciudad, en el antiguo colegio jesuita llamado Nuestra Señora de la Antigua .  
Los presos sufrieron torturas y trabajos forzados, entre ellos la construcción de carreteras, así como la rehabilitación del monumento a la Virgen de la Antigua, situado en la misma localidad. El objetivo de la zona no era la matanza de presos, sino alejarlos de los frentes y clasificarlos y castigarlos en función de supuestos delitos.
Existen dudas sobre el número de presos que murieron en Orduña. Oficialmente, 24 murieron en el campo de concentración y 201 en prisión. 125 de ellos eran de la provincia de Badajoz, Mérida, La Serena o Don Benito. Tras su cierre, se construyó la prisión de Orduña para albergar a los represaliados por el franquismo.

## Búsqueda e identificación de los cadáveres
En 2013, personal científico de Aranzadi iniciaron la búsqueda de cadáveres en el cementerio de Orduña.      Durante la excavación dirigida por Lourdes Herrasti se encontraron 71 cadáveres y 8 de ellos fueron identificados (diciembre 2023):
- Fructuoso Llorens Tolosano (Fuente de Maestre, Badajoz)
- Manuel  Del Amo Jiménez (Villagonzalo, Badajoz)
- Salvador Del Amo Jiménez (Villagonzalo, Badajoz)
- Alejandro Gómez Hidalgo (El Carpio de Tajo, Toledo)
- Alfonso Tena Prieto (Don Álvaro, Badajoz)
- Domingo Galindo González (La Morera, Badajoz)
- Inocencio Gallardo Rebolledo (Magacela, Badajoz)
- Bernardo Rodríguez Rincón (Campanario, Badajoz)
- Francisco de la Cruz Orellana (Quintana de la Serena, Badajoz)

## Reconocimiento
- En 2012, el Municipio de Orduña condenó lo sucedido, pidió disculpas por haberse lucrado a costa de los cautivos y se comprometió a rehabilitar su memoria y difundir este terrible y desconocido suceso en nuestra historia.[3]
- En 2022 se inauguró un columbario, con capacidad para recibir los cuerpos de 60 personas.[15] [16] También instalaron una escultura de Iñigo Arregi.[14]
- En 2023, una delegación del Instituto Gogora y del Gobierno Vasco realizó un viaje a Castuera con la intención de realizar pruebas de ADN a familiares de presos.[6][17]